# Safiatou Zongo
Pour les articles homonymes, voir Zongo (homonymie).
Safiatou Zongo, née le 14 mars 1994 à Paris, est une joueuse française de volley-ball évoluant au poste de réceptionneuse-attaquante.

## Biographie

### Carrière
Elle commence la pratique du volley-ball à Asnières-sur-Seine avant d'intégrer différentes structures : Châtenay-Malabry puis Institut fédéral où sa carrière démarre lors la saison 2011-2012. Avec l'équipe de l'IFVB, elle dispute durant deux éxercices le Championnat de France Élite.
En 2013, elle rejoint le club de Ligue A du Stade français Paris Saint-Cloud où elle évolue durant deux saisons.
A l'intersaison 2015, elle est recrutée par Béziers Volley. Avec le club héraultais, elle est finaliste de la Coupe de France 2017, battue par le Pays d'Aix Venelles.
Elle dispute la saison 2017-2018 sous les couleurs d'Évreux Volley-ball avant de rejoindre lors de la suivante le VC Marcq-en-Barœul.
De 2019 à 2021, elle évolue au sein du club d'Istres Ouest Provence. Bien que marquée par la pandémie de Covid-19 — occasionnant l'arrêt des compétitions sur le plan national —, sa première saison en Provence se conclut par une remontée du club en Ligue AF. Lors de son second exercice, Istres s'incline en finale de la Coupe de France 2021 face à l'ASPTT Mulhouse. En terminant à la 13e place du championnat 2020-2021, le club est également relégué à l'échelon inférieur. 
A l'intersaison 2021, elle rejoint le Rennes EC, évoluant en Championnat Élite.
En 2022, elle s'engage avec l'EC Orléans.

### Équipe nationale
Avec l'équipe de France des moins de 20 ans, elle participe au Championnat d'Europe 2012 où la sélection termine à la 12e et dernière place.
En 2017, elle est appelée en équipe de France par le sélectionneur Félix André et participe à la Ligue européenne, au Grand Prix mondial ainsi qu'à l'Universiade d'été.

## Clubs
- Institut fédéral (2011–2013)
- SF Paris St-Cloud (2013–2015)
- Béziers Volley (2015–2017)
- Évreux Volley-ball (2017–2018)
- VC Marcq-en-Barœul (2018–2019)
- Istres OPV (2019–2021)
- Rennes EC (2021–2022)
- EC Orléans (2022–)

## Palmarès
- Coupe de France :
  - Finaliste : 2017, 2021.